# زبان بوسنیایی
زبان بوسنیایی (به بوسنیایی: bosanski jezik) یک زبان‌های اسلاوی جنوبی از خانوادهٔ زبان هندواروپایی و گونهٔ معیار صربی‌کرواتی است که بوسنیایی‌ها بدان گفتگو می‌کنند. بوسنیایی در کنار کرواتی و صربی یکی از سه گونهٔ رسمی این زبان در بوسنی و هرزگوین است. این زبان همچنین در منطقه مسلمان‌نشین سانجاک (در صربستان و مونته‌نگرو) رایج است و در صربستان، مونته‌نگرو، مقدونیه شمالی و کوزوو یک زبان اقلیت رسمی به‌شمار می‌رود.
بوسنیایی از هر دو الفبای لاتین و سیریلیک برای نوشتار استفاده می‌کند که کاربرد لاتین در زندگی روزمره بیشتر است. سیریلیک نیز بیشتر در گذشته کاربرد داشته و امروزه به ندرت به‌کار می‌رود. این زبان در میان زبان‌گونه‌ها صربی‌کرواتی به دلیل داشتن وام‌واژگان بسیاری از عربی، ترکی عثمانی و فارسی برجسته است که بیشتر به دلیل تعامل آن با از طریق اسلام فرهنگ‌های یادشده است.
بوسنیایی بر پایه رایج‌ترین گویش صربی‌کرواتی به نام اشتوکاوی، به ویژه گویش هرزگوینی شرقی آن، بنا شده که پایه زبان‌های معیار صربی، کرواتی و مونته‌نگروئی نیز به‌شمار می‌رود. اعلامیه زبان مشترک که در سال ۲۰۱۷ در سارایوو امضا شد بر همین واقعیت تأکید می‌کند. تا دهه ۱۹۹۰، زبان مشترک صربی‌کرواتی نامیده می‌شد و هنوز هم این اصطلاح در کنار «بوسیایی-کرواتی-مونته‌نگروئی-صربی» (BCMS) به ویژه در انجمن‌های دیپلماتیک کاربرد دارد. اشتراکات این چهار زبان به اندازه‌ای است که با دانستن یکی از آن‌ها می‌توان به راحتی با مردمان سه کشور دیگر نیز سخن و ارتباط برقرار کرد.

## نام
دربارهٔ نام زبان بوسنیایی اختلافاتی وجود دارد. زبان‌شناسان بوسنیایی اصرار دارند که تنها نام مشروع زبان «بوسنیایی» (bosanski) است و کروات‌ها و صرب‌ها باید فقط از آن استفاده کنند. برخی از کروات‌ها و صرب‌ها مسئله‌ای بحث‌برانگیز است و آن‌ها گاه بدان زبان «بوسنیاک» (bošnjački/бошњачки) می‌گویند. این بحث از آنجا ناشی می‌شود که به نظر می‌رسد «بوسنیایی» به معنی این است که که این زبان، زبان همه بوسنیایی‌هاست، در حالی که کروات‌ها و صرب‌های بوسنی این اصطلاح را برای زبان خود نمی‌پذیرند.
این زبان در سال ۱۹۹۵ در موافقت‌نامه دیتون زبان بوسنیایی نامیده شده و می‌توان نتیجه گرفت که این نام در آن زمان از مشروعیت و اعتبار بین‌المللی برخوردار شده است.
سازمان بین‌المللی استانداردسازی (ISO), هیئت نام‌های جغرافیایی ایالات متحده (BGN) و کمیته دائم نام‌های جغرافیایی (PCGN) زبان بوسنیایی را به رسمیت می‌شناسند. افزون بر این نهادهایی همچون سازمان ملل متحد، یونسکو و آژانس‌های تأیید اعتبار ترجمه و تفسیر و همچنین نرم‌افزارهای ترجمه نیز وضعیت بوسنیایی را به عنوان زبانی مجزا بپذیرفته‌اند.

## پیشینه
منشأ و توسعه تاریخی زبان معیار یک جامعه، در این مورد جامعه ملی بوسنی، تا حد زیادی به تعریف خود آن جامعه یا مشخصات و نوع تبلور قومی بستگی دارد. در مورد کشور بوسنی، چندین عامل نقش مهمی داشتند:
- بنیاد زبانی این جامعه اصطلاح اشتوکاوی غربی است که در طی سه قرن پیش از فتح عثمانی نمایان شده است.
- تأثیر فرهنگ اسلامی - شرقی و ویژگی‌های واژگانی زبان‌های شرقی (عربی، ترکی و فارسی) زبان بوسنیایی را به روش‌های مختلف در زمان‌های مختلف به شدت تحت تأثیر قرار داده است.
- تأخیر نسبی رهایی ملی بوسنیایی‌ها در رابطه با صربی و کرواتی منجر به آن شد که زبان بوسنیایی، به عنوان یک زبان معیار، به آرامی از وطن زبانی «صربی-کرواتی» جدا شود، چنانچه این اتفاق در قرن ۲۰ رخ داد.
- بوسنیایی‌ها برخلاف کروات‌ها و صرب‌ها، یک مزیت بسیار چشمگیر هم داشتند: تعادل گویشی. اگر به وضعیت گویشی صرب‌ها، و به ویژه گویش‌های منطقه‌ای با گرایش گریز از مرکز قوی در میان کروات‌ها نگاهی بیندازیم، می‌توان گفت که وقتی صحبت از گویش بوسنیایی می‌شود همگونی مناسب، یک عنصر مثبت برای وحدت زبانی بود.

## واج‌شناسی
بوسنیایی همچون سایر گونه‌های صربی‌کرواتی دارای ۳۵ واج متشکل از ۲۵ همخوان و ۱۰ واکه است.

### همخوان‌ها
دستگاه همخوان‌های صربی‌کرواتی ۲۵ همخوان را در بر می‌گیرد. یک ویژگی آن حضور همخوان‌های پسالثوی و انسایشی کامی و نبود سایشی کامی است. در صربی‌کرواتی برخلاف بیشتر زبان‌های اسلاوی همچون روسی برای بسیاری از همخوان‌ها هیچ گونهٔ کامی در برابر متضاد غیرکامی آن وجود ندارد.
|         |        | لبی | دندانی/ لثوی                            | برگشته | (ششی-) کامی | نرم‌کامی |
| ------- | ------ | --- | --------------------------------------- | ------ | ----------- | ------- |
| خیشومی  | خیشومی | m   | n                                       |        | ɲ           |         |
| انسدادی | بی‌واک  | p   | Error: {{آوا}}: برچسب زبان ناشناخته: t̪  |        |             | k       |
| انسدادی | واک‌دار | b   | Error: {{آوا}}: برچسب زبان ناشناخته: d̪  |        |             | ɡ       |
| انسایشی | بی‌واک  |     | Error: {{آوا}}: برچسب زبان ناشناخته: t̪͡s̪ | t͡ʂ     | t͡ɕ          |         |
| انسایشی | واک‌دار |     |                                         | d͡ʐ     | d͡ʑ          |         |
| سایشی   | بی‌واک  | f   | Error: {{آوا}}: برچسب زبان ناشناخته: s̪  | ʂ      |             | x       |
| سایشی   | واک‌دار | v   | Error: {{آوا}}: برچسب زبان ناشناخته: z̪  | ʐ      |             |         |
| ناسوده  | مرکزی  | v   |                                         |        | j           |         |
| ناسوده  | کناری  |     | Error: {{آوا}}: برچسب زبان ناشناخته: ɫ  |        | ʎ           |         |
| لرزشی   | لرزشی  |     | r                                       |        |             |         |

### واکه‌ها
دستگاه واکه‌های صربی‌کرواتی به‌طور خلاصه متشکل از پنج واکه /a, e, i, o, u/ به دو نوع کوتاه و بلند است. گرچه در نوشتار به جز در واژه‌نامه‌ها، تفاوت میان آن‌ها نمایان نمی‌شود.
|       | پیشین                                  | پیشین                                  | مرکزی                                  | مرکزی                                  | پسین                                   | پسین                                   |
| کوتاه | بلند                                   | کوتاه                                  | بلند                                   | کوتاه                                  | بلند                                   |                                        |
| ----- | -------------------------------------- | -------------------------------------- | -------------------------------------- | -------------------------------------- | -------------------------------------- | -------------------------------------- |
| بسته  | i                                      | i:                                     |                                        |                                        | u                                      | u:                                     |
| میانی | Error: {{آوا}}: برچسب زبان ناشناخته: e̞ | Error: {{آوا}}: برچسب زبان ناشناخته: e̞ |                                        |                                        | Error: {{آوا}}: برچسب زبان ناشناخته: o̞ | Error: {{آوا}}: برچسب زبان ناشناخته: o̞ |
| باز   |                                        |                                        | Error: {{آوا}}: برچسب زبان ناشناخته: ä | Error: {{آوا}}: برچسب زبان ناشناخته: ä |                                        |                                        |

## نوشتار

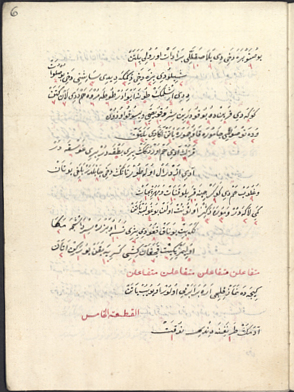
یک واژه‌نامه بوسنیایی به خط عربی مربوط با سال ۱۶۳۱ میلادی

در طول تاریخ چهار خط برای نوشتار بوسنیایی کاربرد داشته است. در قرون وسطی بوسنیایی به سیریلیک بوسنیایی (یا بوسانچیکا) نوشته می‌شد که به‌طور گسترده‌ای در بوسنی و هرزگوین امروزی و مناطق هم‌مرز در کرواسی امروزی (دالماسی جنوبی و مرکزی و دوبروونیک) استفاده می‌شد. با ورود اسلام به ایالت بوسنی، بوسانچیکا ابتدا در میان نخبگان بوسنیایی و سپس در میان عموم مردم با خط عربی موسوم به عربیکا جایگزین شد و امروزه کاملاً منسوخ شده است.
عربیکا بین قرون ۱۵ و ۱۹ مورد استفاده قرار می‌گرفت. پیش از جنگ جهانی اول مسلمانان بوسنیایی تلاش‌های برای اتخاذ عربیکا به عنوان الفبای سوم رسمی بوسنیایی در کنار لاتین و سیریلیک انجام شد که به نتیجه نرسید. از عربیکا به غیر از ادبیات، در مدارس دینی و امور حکومتی نیز استفاده می‌شد.
امروزه بوسنیایی به دو الفبای سیریلیک و لاتین نوشته می‌شود. در بوسنی و هرزگوین هر دو الفبا برای نوشتار بوسنیایی به رسمیت شناخته شده‌اند، اما در عمل از سیریلیک بیشتر در جمهوری صرب بوسنی و از لاتین بیشتر در فدراسیون بوسنی و هرزگوین استفاده می‌شود. الفبای معیار بوسنیایی در دهه ۱۹۹۰ و ۲۰۰۰ شکل گرفت.
الفباهای بوسنیایی به شرح زیرند:
| لاتین   | A | B | C | Č | Ć | D | Dž | Đ | E | F | G | H | I  | J | K | L | Lj | M | N | Nj | O | P | R | S | Š | T | U | V | Z | Ž |
| سیریلیک | A | Б | Ц | Ч | Ћ | Д | Џ  | Ђ | Е | Ф | Г | Х | И  | Ј | К | Л | Љ  | М | Н | Њ  | О | П | Р | С | Ш | Т | У | В | З | Ж |
| عربی    | آ | ب | ڄ | چ | ڃ | د | ج  | ج | ه | ف | غ | ح | اٖی | ی | ق | ل | ڵ  | م | ن | ںٛ  | ۉ | پ | ر | س | ش | ت | ۆ | و | ز | ژ |

## گویش‌ها
زبان بوسنیایی سیستمی متشکل از چهار گویش گویش اشتوکاوی است: بوسنیایی غربی، بوسنیای شرقی، هرزگوین شرقی و زتا-جنوب سنجاکی. با توجه به روند همسان‌سازی زبانی، فرهنگ‌پذیری و مهاجرت در نتیجه جنگ گذشته، تعیین شمار دقیق و پراکندگی گویشوران یک گویش خاص تقریباً ناممکن است. گویش‌های بوسنیایی عبارتند از:
- بوسنیایی شرقی (Novostokava Ikavian) که در غرب، مرکز و جنوب بوسنی و شمال هرزگوین رایج است.
- بوسنیایی غربی (Šćakavsko-Ijekavski) که از سارایوو در جنوب تا توزلا در شمال بوسنی رایج است.
- هرزگوینی شرقی (Novoštokavski Ijekavski) که در مرکزی و شرق هرزگوین، شرق بوسنی، بیشتر مونته‌نگرو و بخشی از صربستان رایج است.
- زتا-سنجاکی جنوبی (Nenovoshtokavian Ijekavian) یا که در شرق مونته‌نگرو و جنوب غرب صربستان رایج است.

## تفاوت میان بوسنیایی، صربی و کرواتی

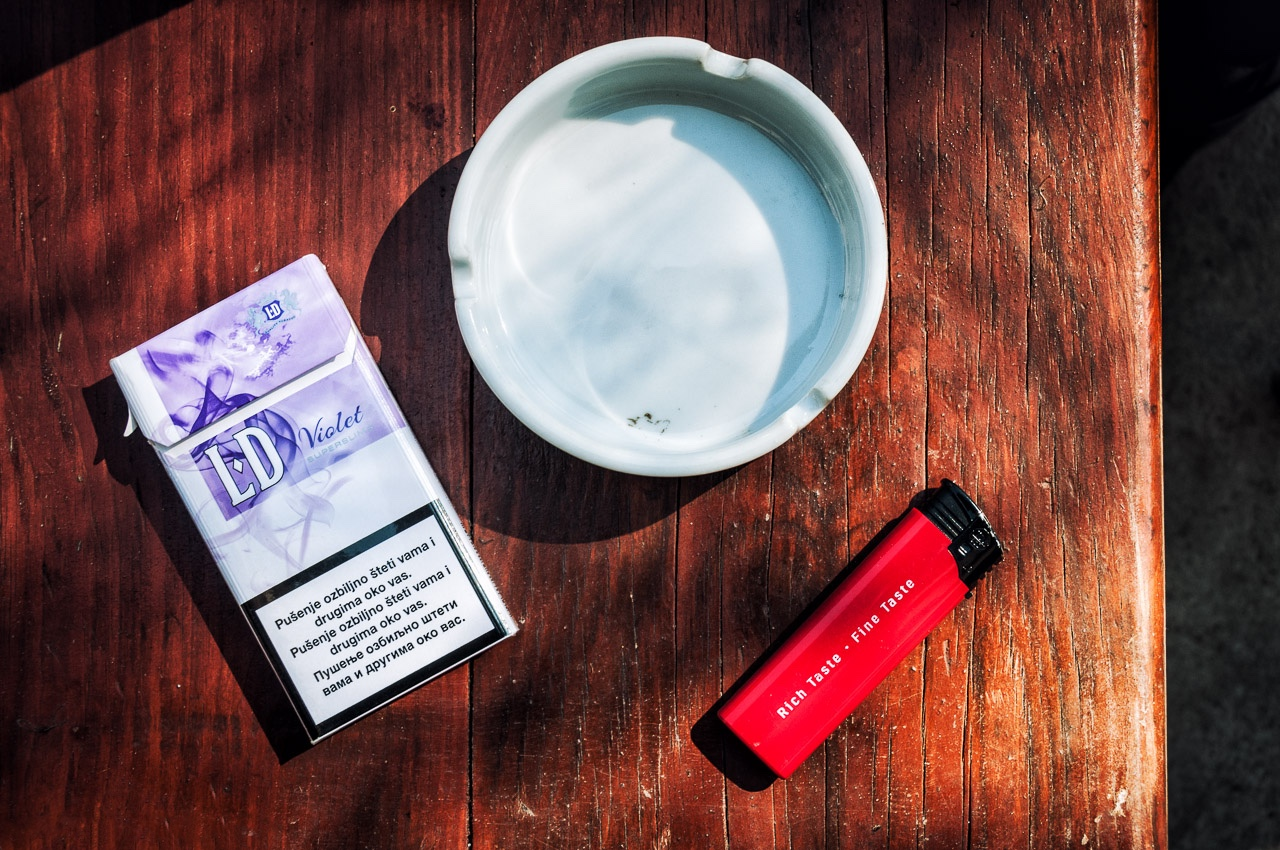
یک پیام هشدار سیگار که به ظاهر به سه زبان نوشته شده. نسخه‌های «بوسنیایی» و «کرواتی» کاملاً همسان و نسخه «صربی» فقط نویسه‌گردانی همان حروف با الفبای سیریلیک است.

تفاوت میان زبان‌های معیار ادبی بوسنیایی، صربستانی و کرواتی اندک است. گرچه بوسنیایی بیشتر وام‌واژه‌های ترکی، فارسی و عربی را - که معمولاً زبان‌های مشرقی نامیده می‌شوند - دریافت کرده است، عمدتاً در گونه گفتاری، هم به صربی و هم کرواتی، چه در شکل نوشتاری چه در شکل گفتاری، بسیار شبیه است. «تفاوت‌های واژگانی میان گونه‌های قومی و حتی میان این زبان‌ها با زبان‌های اسلاوی نزدیک (مانند چکی، اسلواکیایی، بلغاری و مقدونی معیار) بسیار محدود است و تفاوت‌های دستوری حتی کمتر برجسته است. از همه مهم‌تر، درک کامل میان گونه‌های زبان معیار، ترجمه و آموزش زبان دوم را غیرممکن ساخته است.»
زبان بوسنیایی به عنوان یکی از گونه‌های رسمی پرشمار گویش اشتوکاوی، در سال ۱۹۹۶ با انتشار Pravopis bosanskog jezika در سارایوو رسماً معرفی شد. طبق آن، بوسنیایی در برخی از ویژگی‌های اصلی زبانی همانند قالب‌های صوتی در برخی کلمات، به ویژه h (kahva در بوسنیایی در مقابل kafa صربی)، استفاده قابل ملاحظه و عمدی از کلمات مشرقی (ترکی، فارسی، عربی) و املای زمان آینده (kupit ću) که با کرواتی مشابه اما با صربی (kupiću) متفاوت است (هر دو شکل تلفظ یکسانی دارند)، با صربی و کرواتی تفاوت دارد. در سال ۲۰۱۸ در شماره جدید Pravopis bosanskog jezika، واژگان بدون h به دلیل رواج عملی آن‌ها پذیرفته می‌شوند.